# T3 (Zambia)
De T3 is een Trunk Road in Zambia. De weg loopt van Kapiri Mposhi via Ndola en Chingola naar Congo. In Kapiri Mposhi sluit de T3 aan op de T2 naar Lusaka.
De T3 is in zijn geheel onderdeel van de Trans-Afrikaanse weg 9, die Beira in Mozambique met Lobito in Angola verbindt.
T1 · T2 · T3 · T4 · T5 · T6
M1 · M2 · M3 · M4 · M8 · M9 · M10 · M11 · M12 · M13 · M14 · M15 · M18 · M20
D1 · D3 · D4 · D18 · D19 · D20 · D36 · D39 · D43 · D47 · D53 · D56 · D63 · D79 · D88 · D94 · D96 · D100 · D103 · D104 · D105 · D128 · D145 · D151 · D152 · D180 · D181 · D183 · D200 · D206 · D220 · D223 · D225 · D235 · D286 · D291 · D293 · D294 · D295 · D296 · D301 · D316 · D319 · D320 · D323 · D324 · D325 · D356 · D361 · D365 · D375 · D385 · D414 · D416 · D421 · D451 · D459 · D461 · D462 · D463 · D486 · D491 · D492 · D493 · D500 · D557 · D733 · D769 · D775 · D776 · D787 · D790 · D792 · D793 · D817